# Submicroterys
Submicroterys is een geslacht van vliesvleugeligen uit de familie Encyrtidae. De wetenschappelijke naam van dit geslacht is voor het eerst geldig gepubliceerd in 2004 door Xu.

## Soorten
Het geslacht Submicroterys omvat de volgende soorten:
- Submicroterys cerococci Xu, 2004
- Submicroterys eriococci Xu, 2004
- Submicroterys eriococcophagus Xu, 2004